# جواو باولو لوبيز كايتانو
جواو باولو لوبيز كايتانو (4 يونيو 1984 ببورتيماو في البرتغال - ) هو لاعب كرة قدم برتغالي في مركز جناح ‏. لعب مع أتليتيكو كلوب دي برتغال وأريس ليماسول وأتلتيكو كاسا بيا ودوكسا كاتوكوبياس ‏ وCD Operário ‏ وAPEP FC ‏ وC.F. Esperança de Lagos ‏ وAtromitos Yeroskipou ‏.

## وصلات خارجية
- جواو باولو لوبيز كايتانو على موقع قاعدة بيانات كرة القدم.إي يو (الإنجليزية)
- جواو باولو لوبيز كايتانو على موقع Soccerway.com (الإنجليزية)